# Verrières, Orne
Verrières är en kommun i departementet Orne i regionen Normandie i nordvästra Frankrike. Kommunen ligger i kantonen Nocé som tillhör arrondissementet Mortagne-au-Perche. År 2022 hade Verrières 420 invånare.

## Befolkningsutveckling
Antalet invånare i kommunen Verrières
| Referens: INSEE |